# Kazemi (Succession) c. République islamique d’Iran
Kazemi (Succession) c. République islamique d’Iran est un arrêt de principe de la Cour suprême du Canada en matière d'immunité étatique en date du 10 octobre 2014. Il contient également des enseignements importants en responsabilité civile concernant la notion de préjudice corporel. 

## Contexte
Dans cette affaire, la photojournaliste Zahra Kazemi se rend en Iran, son pays natal, pour prendre des photographies d’une manifestation annoncée à Téhéran. Elle est arrêtée, interrogée et détenue par les autorités iraniennes, puis battue, torturée, agressée sexuellement et finalement assassinée au cours de sa détention. Son fils Stephan Hashemi intente une poursuite au Canada contre la République islamique d’Iran. Son avocat invoque l’exception du préjudice corporel dans la Loi sur l’immunité des États  (ci-après nommée L.I.É.). 

## Jugement
La Cour suprême rejette la poursuite pour deux motifs : premièrement, l’art. 6a) L.I.É prévoit que l’exception du préjudice corporel s’applique seulement lorsque le délit qui a causé le préjudice a été commis au Canada ; deuxièmement, M. Hashemi n’a jamais plaidé qu’il a lui-même subi un préjudice corporel

## Enjeu doctrinal sur le préjudice corporel
La Ville de Montréal a plaidé l'arrêt Kazemi dans l'arrêt Montréal (Ville) c. Dorval. Dans cette décision, la Cour suprême a écarté l'arrêt Kazemi comme étant exceptionnel car cela concerne l'immunité des États. De cela, on peut conclure que s'il s'agissait d'une situation ordinaire de droit civil interne où il n'y avait eu aucune immunité étatique, M. Hashemi aurait pu obtenir gain de cause car selon l'arrêt Dorval, la victime par ricochet partage le préjudice corporel de la victime immédiate.